# Tilodirán
Tilodirán es un centro poblado colombiano ubicado el corregimiento del mismo nombre perteneciente al municipio de Yopal, Casanare.
Tilodirán se encuentra ubicado en la zona central del municipio de Yopal, en territorios correspondientes a los Llanos Orientales de Colombia y en medio de la cuenca hidrográfica del río Cravo Sur. En su territorio presenta paisaje de sabana.